# Chalawyne
Chalawyne (ukr. Халявине) – stacja kolejowa w pobliżu miejscowości Riabci, w rejonie czernihowskim, w obwodzie czernihowskim, na Ukrainie. Położona jest na linii Homel – Czernihów. Nazwa pochodzi od pobliskiej miejscowości Chalawyn.